# Acanthurus tristis
Acanthurus tristis là một loài cá biển thuộc chi Acanthurus trong họ Cá đuôi gai. Loài cá này được mô tả lần đầu tiên vào năm 1993.

## Từ nguyên
Tính từ định danh của loài cá này, tristis, trong tiếng Latinh có nghĩa là "buồn bã", không rõ hàm ý điều gì, có lẽ đề cập đến màu nâu đơn điệu, không mấy bắt mắt của chúng.

## Phạm vi phân bố và môi trường sống
A. tristis có phạm vi phân bố ở Đông Ấn Độ Dương. Loài cá này được ghi nhận từ vùng biển phía tây Myanmar trải dài khắp biển Andaman; từ bờ tây của bán đảo Mã Lai trải dài xuống đảo Sumatra và Java (ít nhất là trải dài đến Bali), xa hơn ở phía nam là đến quần đảo Cocos (Keeling) và đảo Giáng Sinh (Úc); ở phạm vi phía tây, A. tristis được ghi nhận ở phía nam Ấn Độ, Sri Lanka, Maldives và quần đảo Chagos.
A. tristis sống gần các rạn san hô ven bờ và trong các đầm phá nông ở độ sâu khoảng 26 m trở lại.

## Mô tả
Chiều dài cơ thể tối đa được ghi nhận ở A. tristis là 25 cm. Loài cá này có một mảnh xương nhọn chĩa ra ở mỗi bên cuống đuôi, tạo thành ngạnh sắc.
Cơ thể của A. tristis hình bầu dục thuôn dài, có màu nâu cam sẫm, với một vùng màu đen phía sau mắt, băng từ mang xuống cổ họng. Đuôi lõm sâu, hình lưỡi liềm. Các vây tiệp màu với thân, riêng vây đuôi có viền trắng ở rìa sau và trên các thùy đuôi. Phần sau của gốc vây lưng và vây hậu môn hơi sẫm đen. Vây ngực màu nâu cam ở gốc, các tia màu nâu sẫm và màng vây trong mờ.
Cá con của A. tristis bắt chước kiểu màu của cá bướm gai Centropyge eibli.
Số gai ở vây lưng: 8; Số tia vây ở vây lưng: 27–28; Số gai ở vây hậu môn: 3; Số tia vây ở vây hậu môn: 24–26; Số tia vây ở vây ngực: 16; Số gai ở vây bụng: 1; Số tia vây ở vây bụng: 5.

## Loài hợp lệ
Năm 1956, Randall đã xem A. tristis là một danh pháp đồng nghĩa của Acanthurus pyroferus. Năm 1975 và 1980, Randall đã phát hiện những cá thể trưởng thành của A. tristis ở Sri Lanka và Maldives có rìa đuôi màu trắng thay vì vàng như A. pyroferus, và cũng không có đốm màu đỏ cam ở sau nắp mang như A. pyroferus.
Từ năm 1982 đến 1991, Randall đã 4 lần quan sát thấy ở bờ đông của đảo Bali, những cá thể của A. tristis và A. pyroferus bơi cùng nhau trên các rạn san hô, và màu sắc giữa các cá thể lúc này dễ dàng phân biệt hơn. Vào năm 1993, A. tristis chính thức được công nhận là một loài hợp lệ.
Trong những lần quan sát trên, Randall bắt gặp một cá thể có màu sắc trung gian giữa hai loài A. tristis và A. pyroferus. Cá thể này được công nhận là con lai giữa chúng. Việc lai tạp đã được ghi nhận ở nhiều loài cá đuôi gai, như giữa Acanthurus nigricans với các loài chị em của nó.

### Trích dẫn
- J. E. Randall (1993). "Acanthurus tristis, a valid Indian ocean surgeonfish (Perciformes: Acanthuridae)". Nhà xuất bản J.L.B. Smith Institute of Ichthyology. tr. 1–8. {{Chú thích tạp chí}}: Chú thích magazine cần |magazine= (trợ giúp)